# Nokia 3250

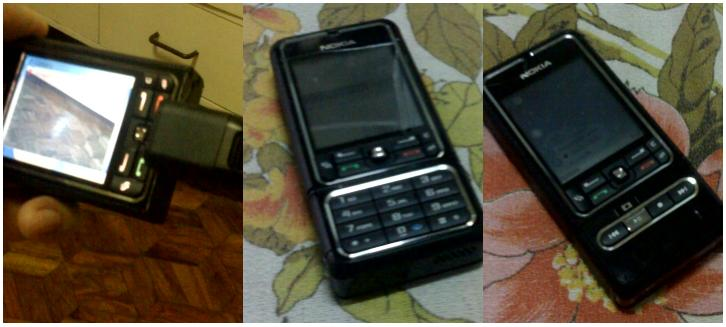
Nokia 3250

El Nokia 3250 XpressMusic es uno de los primeros celulares con la nueva plataforma S60 tercera edición. Este teléfono inteligente compacto posee un exclusivo teclado que gira 90 grados para el modo cámara y otros 90 grados para mostrar teclas de música. Las principales funciones incluyen cámara de 2 megapixels, radio FM, ranura de expansión microSD y USB con modo de almacenamiento masivo. Otras funciones son datos EDGE, altoparlante y Bluetooth.

## Características
- Diseño:Twist
- Dimensiones:103.8 x 50 x 19.8 mm
- Peso:130 g
- Teclado:
- Pantalla:de matriz activa
- Tamaño:34.8mm x 41.1mm
- Resolución: 176 x 208 píxeles y 262.144 colores
- Red:Cobertura GSM de triple banda en los cinco continentes GSM/EDGE 900/1800/1900 (Cambio automático entre bandas)
- Memoria Interna:10 Mb
- Interfaz de Usuario:rotación de la base del teléfono para acceso inmediato a las funciones del teléfono, cámara o sonido,joystick, botón dedicado para aplicaciones, botones para edición y para apagar, enviar (botón Push to talk) y botón de finalización, botones ITU-T, botón de enchufar,teclas dedicadas para recursos de audio: Play/Pause, Stop, Volver y Avanzar.

## Evaluaciones
- Mobile Review
- All About Symbian
- GSM Arena
- infoSync World
- Nokia 3250 reviews and specifications roundup
- Mobile Today - Retailer Review
- Fonebiz - Nokia 3250

- Datos: Q2016130
- Multimedia: Nokia 3250 / Q2016130